# Clip (stampa 3D)

La tecnologia CLIP utilizza luce ultravioletta per indurire della resina fotosensibile, mentre l'oggetto creato viene estratto dal bagno di resina.

La CLIP (acronimo di Continuous Liquid Interface Production) è una tecnologia proprietaria di stampa 3D simile alla stereolitografia che sfrutta la foto polimerizzazione per creare oggetti molto dettagliati utilizzando resine. È stata inventata da Joseph DeSimone, Alexander e Nikita Ermoshkin e Edward T. Samulski, originariamente di proprietà della società EiPi Systems, oggi sviluppata dall'azienda Carbon.

## Processo
Il processo parte da un contenitore pieno di un fotopolimero liquido. Il fondo del contenitore è trasparente ai raggi ultravioletti. Un fascio di luce UV emessa da un particolare proiettore DLP attraversa il fondo e illumina un preciso punto dell'oggetto. La luce uv fa solidificare la resina. L'oggetto viene sollevato lentamente con una quantità sufficiente a far fluire la resina liquida sotto la parte solidificata. Una membrana permeabile all'ossigeno crea una "zona morta" in cui l'ossigeno inibisce la polimerizzazione impedendo alla resina solidificata di attaccarsi alla superficie del fondo. Questa inibizione permette un movimento lungo l'asse Z continuo (da cui deriva il nome della tecnologia) evitando che si creino degli strati discreti. Questo porterà ad ottenere una qualità di stampa maggiore e una velocità nettamente maggiore (l'azienda dichiara una velocità fino a 100 volte maggiore rispetto alla tecnologia di stereolitografia classica).

## Materiali
Questa tecnologia impiega particolari resine fotosensibili che hanno diverse caratteristiche in base alla tipologia e alle applicazioni: dalle resine rigide (epoxy) a resine flessibili (silicone, poliuretano elasomerico) a resine biocompatibili per applicazioni in campo medicale e dentale.